# Kruithuis (Delft)
Het Kruithuis aan de Delftse Schie is een voormalig opslagpand voor buskruit in de plaats Delft, in de Nederlandse provincie Zuid-Holland.

## Geschiedenis
Het Kruithuis werd in 1660 ver buiten de stadsmuren van de stad Delft gebouwd na de Delftse donderslag, de ramp met het oude kruithuis in 1654. Het Kruithuis, opgetrokken op bevel van de Staten-Generaal, wekt de indruk te dienen als vervangend bouwwerk voor dat oude magazijn, maar dat was het eigendom van de Staten van Holland, het regionale bestuur, en niet van de Staten-Generaal. De daadwerkelijke vervangende constructie voor het ontplofte magazijn verrees pas in 1690, aan de Buitenwatersloot, naast de kruitmolen van Salomon van der Heul.
Het complex is gebouwd naar een ontwerp van Pieter Post en bestaat uit een poortgebouw met het wachthuis Kortegaard, verbasterd vanuit de Franse naam 'Corps de Garde' en een pak- en kuiphuis, waar het buskruit werd gewogen en verpakt. De twee kruittorens staan in het midden van de vijver. Het complex is ommuurd en van een slotgracht voorzien. Oorspronkelijk waren beide torens met elkaar verbonden door middel van twee valbruggen en een eilandje, die nu verdwenen zijn.
De beide toegangen tot de torens zijn voorzien van een tweetal dubbele deuren. De binnenste deuren zijn bedekt met koperen platen. Al het hang-en-sluitwerk is van koper om vonkvorming tegen te gaan. In de torens kon 400.000 pond kruit opgeslagen worden. De beide torens en het pak- en kuiphuis hebben een gemetseld gewelf en hebben aanzienlijk dikkere muren dan het gewelf zelf. Bij een eventuele ontploffing zou het dak de lucht in gaan en de muren blijven staan, waardoor er aan de omgeving veel minder schade zou worden aangericht. Aan de voorkant is een grote stenen brug, zodat het mogelijk is met een vaartuig het complex vanaf de Schie in te varen. Het poortgebouw is versierd met een fors wapen van de Staten Generaal. In de opkamer boven in het poortgebouw is een houten schouw aanwezig met daarboven eveneens in hout, het wapen van de Staten-Generaal. Het complex werd gebouwd in de stijl van het Hollands classicisme en nog in goede staat. De aanlegsteigers bij de kruittorens zijn gereconstrueerd in de originele vorm.
In oktober 1697 bezocht Tsaar Peter de Grote het Armamentarium van Delft en het Kruithuis. Hij ontmoette daar Antoni van Leeuwenhoek die hem zijn optische instrumenten zoals een aalkijker toonde.

## Gebruik
Sinds 1964 is het Kruithuis in gebruik bij Scouting Delfland. In de westelijke kruithuistoren is het onderkomen van studentenstam Delftsche Zwervers gevestigd. In de oostelijke toren zijn enkele spelonderdelen gevestigd van scoutinggroep Willem de Zwijger. Er is ook verblijfsaccommodatie ingericht voor jeugd- en jongerengroepen en scholen. De gemeente Delft is eigenaar van het monument waarvan de staat van onderhoud wordt gecontroleerd door de Monumentenwacht. Tot 1995 was het Kruithuis ook onderkomen van de studentenroeivereniging Proteus-Eretes.
De N470, de Kruithuisweg, is de belangrijkste invalsweg voor zuidelijk Delft. Hij loopt vlak langs het Kruithuis. De brug in deze weg over de Schie heet Kruithuisbrug.

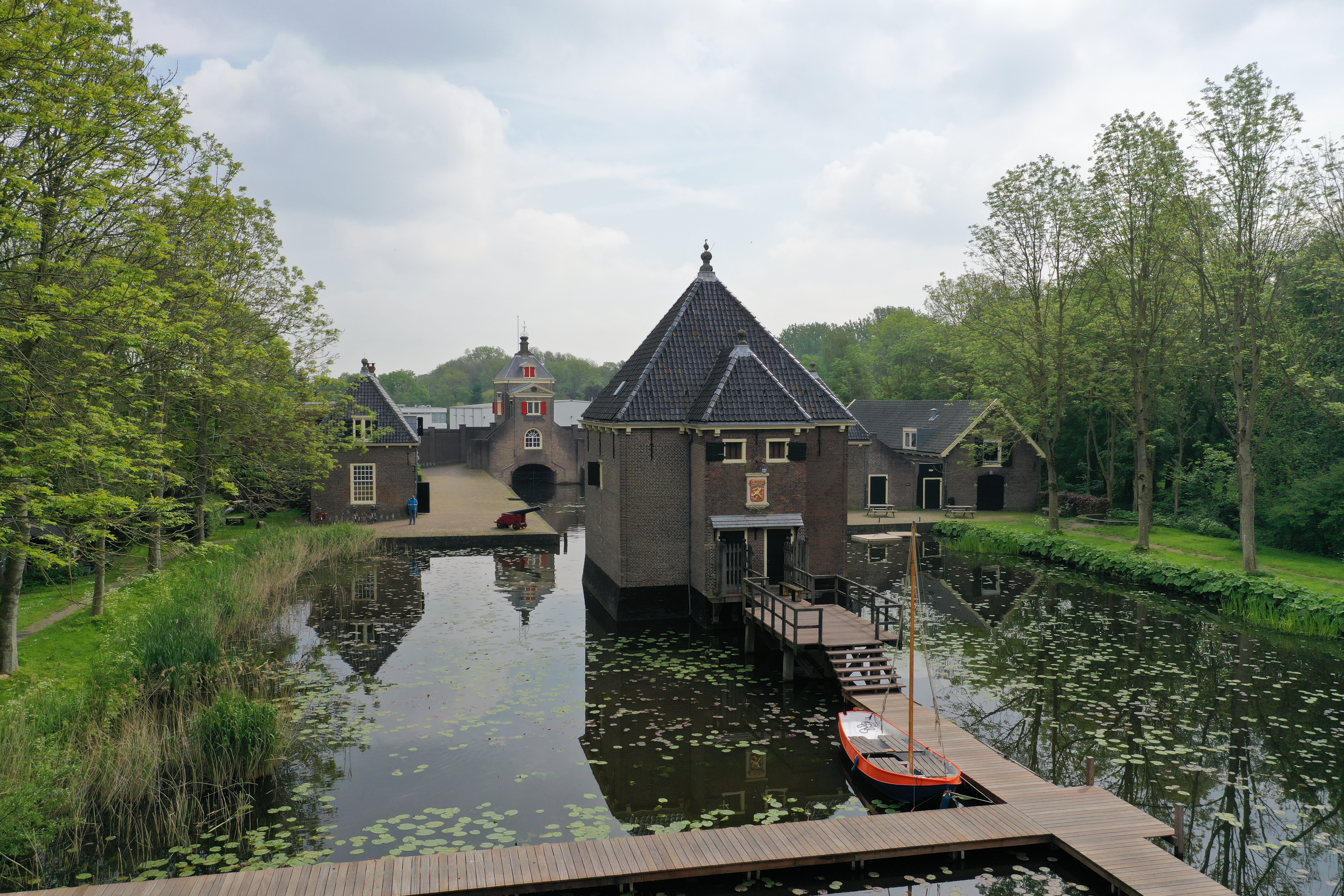
Zicht op de eerste kruittoren - voorjaar 2024